# 本息平均攤還
本息平均攤還通常用於固定利率的貸款，透過這種方法所得的攤還金額在每期所償還的金額是固定的，並且能夠確保在貸款期間結束後本金 俱同利息全部還清，但是缺點是計算較繁瑣。
此種方法是目前銀行會計最常使用的計算法之一。

## 公式
本法需要使用期之利率。因此，假如年利率為 6.5%，一個月為一期，在利用以下公式時利率 {\displaystyle r=6.5/100/12\approx 0.005416667}。
本息平均攤還之公式：
第0個月（尚未計息）餘額: 
{\displaystyle P_{0}}
第1個月餘額: 
{\displaystyle P_{1}=P_{0}+P_{0}*r-c} ( 本金 + 本期利息 - 本期償還 )
{\displaystyle P_{1}=P_{0}(1+r)-c} (等式 1)
第2個月餘額: 
{\displaystyle P_{2}=P_{1}(1+r)-c}
利用等式1帶入{\displaystyle P_{1}}
{\displaystyle P_{2}=(P_{0}(1+r)-c)(1+r)-c}
{\displaystyle P_{2}=P_{0}(1+r)^{2}-c(1+r)-c} (等式 2)
第3個月餘額: 
{\displaystyle P_{3}=P_{2}(1+r)-c}
利用等式2帶入{\displaystyle P_{2}}
{\displaystyle P_{3}=(P_{0}(1+r)^{2}-c(1+r)-c)(1+r)-c}
{\displaystyle P_{3}=P_{0}(1+r)^{3}-c(1+r)^{2}-c(1+r)-c}
可知，第N個月餘額:
{\displaystyle P_{N}=P_{N-1}(1+r)-c}
{\displaystyle P_{N}=P_{0}(1+r)^{N}-c(1+r)^{N-1}-c(1+r)^{N-2}....-c}
{\displaystyle P_{N}=P_{0}(1+r)^{N}-c((1+r)^{N-1}+(1+r)^{N-2}....+1)}
{\displaystyle P_{N}=P_{0}(1+r)^{N}-c(S)} (等式 3)
使 {\displaystyle S=(1+r)^{N-1}+(1+r)^{N-2}....+1} (等式 4) (等比級數)
{\displaystyle S(1+r)=(1+r)^{N}+(1+r)^{N-1}....+(1+r)} (等式 5)
等式 4 及等式 5 除了第一項 {\displaystyle (1+r)^{N}} 及最後一項 {\displaystyle (1+r)} 外皆可消去)
利用 (等式 5 - 等式 4)
{\displaystyle S(1+r)-S=(1+r)^{N}-1}
{\displaystyle S((1+r)-1)=(1+r)^{N}-1}
{\displaystyle S(r)=(1+r)^{N}-1}
{\displaystyle S=((1+r)^{N}-1)/r} (等式 6)
利用等式 6 放回等式 3:
{\displaystyle P_{N}=P_{0}(1+r)^{N}-c(((1+r)^{N}-1)/r)}
{\displaystyle P_{N}}（最後一期之餘額）會是 0（明顯地）因為已經還清。
{\displaystyle 0=P_{0}(1+r)^{N}-c(((1+r)^{N}-1)/r)}
欲得 {\displaystyle c}
{\displaystyle c=(r(1+r)^{N}/((1+r)^{N}-1))P_{0}}
上下共除以 {\displaystyle (1+r)^{N}}
{\displaystyle c=(r/(1-(1+r)^{-N}))P_{0}}

## 另見
- 78法則